# Arctia ochraeomaculata
Arctia ochraeomaculata là một loài bướm đêm thuộc phân họ Arctiinae, họ Erebidae.